# Федюков, Александр Абрамович
Александр Абрамович Федюков — управляющий вторым отделением семеноводческого совхоза «Сибиряк» Министерства совхозов СССР, Герой Социалистического Труда (1948).

## Биография
Родился 12 декабря 1896 года в городе Нижнеудинск Иркутской губернии. Работал с 1918 по 1924 года кондуктором на железнодорожном транспорте. После установления в регионе Советской власти Александр Абрамович стал работать в земельных органах Тулуна и Тулунского района. Пять лет был управляющим отделением льносовхоза, с 1938 года — управляющим вторым отделением совхоза «Сибиряк», известного блистательными достижениями в производстве сельскохозяйственной продукции и перевыполнением норм. Также долгое время работал педагогом в школе села Солонцы Нижнеудинского района.
За заслуги перед Советским Союзом и блистательный труд в области сельского хозяйства 3 мая 1948 года Федюкову было присвоено звание Героя Социалистического Труда с вручением ордена Ленина и золотой медали «Серп и Молот».